# فريتسي هابرلانت
فريتسي هابرلانت (بالألمانية: Fritzi Haberlandt)‏ هي ممثلة ألمانية، ولدت في 6 يونيو 1975 ببرلين في ألمانيا.

## وصلات خارجية
- فريتسي هابرلانت على موقع IMDb (الإنجليزية)
- فريتسي هابرلانت على موقع روتن توميتوز (الإنجليزية)
- فريتسي هابرلانت على موقع مونزينجر (الألمانية)
- فريتسي هابرلانت على موقع قاعدة بيانات الأفلام العربية
- فريتسي هابرلانت على موقع ألو سيني (الفرنسية)
- فريتسي هابرلانت على موقع ميوزك برينز (الإنجليزية)
- فريتسي هابرلانت على موقع أول موفي (الإنجليزية)
- فريتسي هابرلانت على موقع قاعدة بيانات الأفلام السويدية (السويدية)
- فريتسي هابرلانت على موقع ديسكوغز (الإنجليزية)
- فريتسي هابرلانت على موقع قاعدة بيانات الفيلم (الإنجليزية)